# Архонтохори
Архонтохори (на гръцки: Αρχοντοχώρι) със старо име до 1927 г. Завица (на гръцки: Ζάβιτσα) е планинско село в Гърция, разположено на западните склонове на Акарнанските планини. Намира се на 74 км северозападно от Месолонги. Селото празнува деня на своя покровител Свети Спиридон на 12 декември.
Днешното си име селото получава заради многобройните аристократични семейства по османско време, когато селото е многолюдно. Старото му име е славянобългарско.